# General Heliodoro Castillo
General Heliodoro Castillo è un comune del Messico, situato nello stato di Guerrero, il cui capoluogo è la località di Tlacotepec.
Conta 36.586 abitanti (2015) e ha un'estensione di 1 703,56 km².